# A Zöld-foki Köztársaság az olimpiai játékokon
A Zöld-foki Köztársaság 1996-ban vett részt első alkalommal az olimpiai játékokon, és azóta minden nyári olimpiára küldött sportolókat, de sosem szerepelt még a téli olimpiai játékokon.
A Zöld-foki Köztársasági Olimpiai Bizottság 1989-ben alakult meg, a NOB 1993-ban vette fel tagjai közé.
Az ország első olimpiai érmét a 2024-es párizsi olimpián szerezte ökölvívásban Daniel Varela de Pina.

## Érmesek
| Érem  | Sportoló(k)           | Olimpia      | Sportág   | Versenyszám |
| ----- | --------------------- | ------------ | --------- | ----------- |
| Bronz | Daniel Varela de Pina | 2024, Párizs | Ökölvívás | Férfi 51 kg |

## Éremtáblázatok

### Érmek a nyári olimpiai játékokon
| Olimpia              | Arany | Ezüst | Bronz | Összesen |
| 1996, Atlanta        | 0     | 0     | 0     | 0        |
| 2000, Sydney         | 0     | 0     | 0     | 0        |
| 2004, Athén          | 0     | 0     | 0     | 0        |
| 2008, Peking         | 0     | 0     | 0     | 0        |
| 2012, London         | 0     | 0     | 0     | 0        |
| 2016, Rio de Janeiro | 0     | 0     | 0     | 0        |
| 2020, Tokió          | 0     | 0     | 0     | 0        |
| 2024, Párizs         | 0     | 0     | 1     | 1        |
| Összesen             | 0     | 0     | 1     | 1        |

## Érmek sportáganként

### Érmek a nyári olimpiai játékokon sportáganként
| Zimbabwe érmei a nyári olimpiai játékokon sportáganként | Zimbabwe érmei a nyári olimpiai játékokon sportáganként | Zimbabwe érmei a nyári olimpiai játékokon sportáganként | Zimbabwe érmei a nyári olimpiai játékokon sportáganként | Az olimpiai zászlaja |

| Sportág   | Arany | Ezüst | Bronz | Összesen |
| --------- | ----- | ----- | ----- | -------- |
| Ökölvívás | 0     | 0     | 1     | 1        |
| Összesen  | 0     | 0     | 1     | 1        |